# Біостратиграфія
Біостратиграфія (від дав.-гр. βίος — життя + лат. stratum — настил, шар + дав.-гр. γράφω — пишу, малюю) — наукова дисципліна, частина стратиграфії, що займається визначенням відносного геологічного віку осадових гірських порід шляхом вивчення розподілу в них викопних решток організмів. Часом цю галузь називають також палеонтологічним методом.

## Загальні відомості
Біостратиграфія виникла на початку XIX-го століття, ще за часів панування ідей фіксизму, креаціонізму і катастрофізму. Тоді геологи вперше визнали взаємозв'язок між віком осадових порід і набором викопних організмів, що знаходять у цих породах. Цікаво, що хоча зв'язок виявили ще до робіт Чарлза Дарвіна, саме дарвінізм пояснив механізм існування такого зв'язку.
Теоретичною основою біостратиграфії є закон відповідності флори і фауни Гакслі. Відповідно до цього закону, шари, в яких містяться викопні рештки однакових видів живих організмів, мають однаковий вік. Головним завданням є розробка шкал віку осадових шарів, тобто послідовності біостратиграфічних зон, які віддзеркалюють зміну в геологічному розрізі ератем викопних решток вимерлих організмів.

## Деякі особливості
Особливе значення для виділення біостратиграфічних зон мають групи вимерлих організмів, які досягали, при відносно короткому терміні існування, широкого розповсюдження і різноманітності, наприклад, нумуліти, граптоліти або вимерлі коралові поліпи ругози.
Багато значить також вивчення залишків стародавніх мікроскопічних організмів, кількість яких буває великою навіть у невеликих зразках. Залишки планктонних організмів, наприклад, форамініфер, яких течії переносили на значні відстані, дозволяють об'єднувати зони великої територіальною протяжності. Також, викопні рештки спор і пилку рослин, яких розносив вітер, важливі для виділення одновікових осадів морського і континентального походження.
Щоб впевнено відрізнити одновікові комплекси організмів, які жили в різних умовах, від різновікових, що жили в схожих умовах, заради реконструкції умов існування давніх організмів, біостратиграфія використовує методи палеоекології.